# Mario Trejo

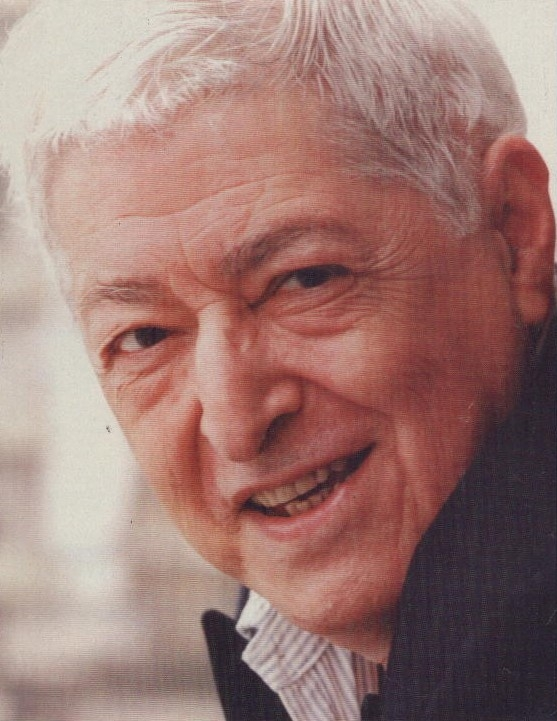
Mario Trejo

Mario César Trejo (Argentina, 13 de janeiro de 1926 - 14 de maio de 2012) foi um poeta, dramaturgo, diretor de teatro, roteirista e jornalista argentino.
Morreu aos 86 anos de causas ainda não reveladas.